# Club (Ginevra)
Club è un singolo della cantante italiana Ginevra, pubblicato il 18 giugno 2021 come primo estratto dal primo album in studio Diamanti.

## Video musicale
Il video, diretto dal Tommaso Ottomano, è stato pubblicato il 21 giugno 2021 sul canale YouTube di Asian Fake.

## Tracce
Testi di Ginevra Lubrano, musiche di Ginevra Lubrano, Francesco Fugazza e Marco Fugazza.
1. Club – 4:10